# Ulrich Lappenküper
Ulrich Lappenküper (* 18. April 1959 in Datteln) ist ein deutscher Historiker und Hochschullehrer. Von 2009 bis 2024 war er Geschäftsführer der Otto-von-Bismarck-Stiftung in Friedrichsruh. Er gilt durch seine Arbeiten als führender Experte der deutsch-französischen Beziehungen im 20. Jahrhundert.

## Leben
Nach dem Abitur am Theodor-Heuss-Gymnasium Waltrop 1978 und dem Wehrdienst studierte Lappenküper Geschichte, Politologie, Erziehungswissenschaften und Mathematik an der Westfälischen Wilhelms-Universität und der Rheinischen Friedrich-Wilhelms-Universität Bonn. 1985 schloss er das Studium mit einer Magisterarbeit über Bismarcks Rußlandpolitik vom Winter und Frühjahr 1875 bei Klaus Hildebrand ab. Im Juli 1988 wurde er mit einer von Hildebrand betreuten und durch die Graduiertenförderung des Landes NRW unterstützten Arbeit über Das Deutsche Reich und die europäischen Mächte in Bismarcks Außenpolitik zwischen der Reichsgründung und der „Krieg-in-Sicht-Krise“ (1871–1875) zum Dr. phil. promoviert.
Anschließend war er bis 1990 in Bonn Dozent am Zentrum für Internationale Bildung und Kulturaustausch und Lehrbeauftragter an der Akademie Auswärtiger Dienst (bis 1994). 1990 wurde er wissenschaftlicher Mitarbeiter der Historischen Kommission bei der Bayerischen Akademie der Wissenschaften in München. 1993 kehrte er nach Bonn zurück, wo er sich im Juni 1998 am Historischen Seminar mit einer Arbeit über Die Beziehungen zwischen der Bundesrepublik Deutschland und Frankreich 1949–1963 habilitierte. In den vier Jahren als Oberassistent vertrat er 1999 die Professur für Neuere Geschichte an der Universität Koblenz-Landau. Seit 2002 Hochschuldozent am Historischen Seminar der Universität Bonn, vertrat er 2003 die Professur für Westeuropäische Geschichte an der Universität Kassel. Die Universität Bonn ernannte ihn 2004 zum apl. Professor.
2005 ging er als Wissenschaftlicher Mitarbeiter zur Otto-von-Bismarck-Stiftung in Friedrichsruh. 2009 wurde er ihr Geschäftsführer, 2012 auch Mitglied des Vorstandes der Stiftung. Im Juli 2024 ging er in den Ruhestand. 2009 erhielt er eine Professur an der Helmut-Schmidt-Universität in Hamburg.
Im Jahr 2014 war er Gesprächspartner in dem für das ZDF gedrehten Dokudrama Bismarck – Härte und Empfindsamkeit. Lappenküper befasst sich schwerpunktmäßig mit der Geschichte der internationalen Beziehungen im 19. und 20. Jahrhundert, der Geschichte des Deutschen Kaiserreichs und dem Leben und Wirken Otto von Bismarcks.
Er ist verheiratet und lebt in Reinbek bei Hamburg. Seine Ehefrau ist Lehrerin an der Offenen Ganztagsschule Mühlenredder. Lappenküper ist Mitglied im Rotary Club Hamburg-Bergedorf.

## Ehrungen
- „Prix Émile et Aline Mayrisch“, zur Erinnerung an den Cercle de Colpach[5] und zur Förderung westeuropäischer Verständigung.

## Werke (Auswahl)

### Monographien
- Die Mission Radowitz. Untersuchungen zur Rußlandpolitik Otto von Bismarcks (1871–1875). Vandenhoeck & Ruprecht, Göttingen 1990, ISBN 3-525-35941-1 (Zugl.: Bonn, Univ., Diss., 1988 u.d.T.: Die Mission Radowitz. Das Deutsche Reich und die europäischen Mächte in Bismarcks Außenpolitik im Zeitraum zwischen der Reichsgründung und der "Krieg-in-Sicht"-Krise 1871–1875).
- Ein besonderes Verhältnis: Konrad Adenauer und Frankreich (1949–1963) (= Rhöndorfer Hefte. Heft 4). Stiftung Bundeskanzler-Adenauer-Haus, Bad Honnef 1997, ISBN 3-9805222-3-7.
- Die deutsch-französischen Beziehungen 1949–1963. Von der „Erbfeindschaft“ zur „Entente élémentaire“ (= Quellen und Darstellungen zur Zeitgeschichte. Band 49). 2 Bände. Oldenbourg, München 1998, ISBN 3-486-56522-2 (Zugl.: Bonn, Univ., Habil.-Schr., 1998 u.d.T.: Von der "Erbfeindschaft" zur "Entente élémentaire. Die Beziehungen zwischen der Bundesrepublik Deutschland und Frankreich 1949–1963).
- mit Daniel Kosthorst, Ulrich Weichert: 50 Jahre im Bild Bundesrepublik Deutschland. Könemann, Köln 1999, ISBN 3-8290-2869-5.
- Bismarck und Frankreich – Chancen und Grenzen einer schwierigen Beziehung (= Friedrichsruher Beiträge. Band 29). Otto-von-Bismarck-Stiftung, Friedrichsruh 2006, ISBN 3-933418-32-1.
- Die Außenpolitik der Bundesrepublik Deutschland 1949 bis 1990 (= Enzyklopädie deutscher Geschichte. Band 83). Oldenbourg, München 2008, ISBN 978-3-486-55039-9.
- Mitterrand und Deutschland – die enträtselte Sphinx (= Quellen und Darstellungen zur Zeitgeschichte. Band 89). Oldenbourg, München 2011, ISBN 978-3-486-70511-9.
- mit Michael Epkenhans, Andreas von Seggern: Otto von Bismarck. Aufbruch in die Moderne. Bucher, München 2015, ISBN 978-3-7658-1962-9.
- Bismarck und Frankreich 1815 bis 1898. Chancen zur Bildung einer „ganz unwiderstehlichen Macht“? Verlag Ferdinand Schöningh, Paderborn u. a. 2019, ISBN 978-3-506-79333-1.
- Otto von Bismarck und der Ehrenbürgerbrief des „Weltbades“ Kissingen. (= Bad Kissinger Museums-Informationen. Heft 10). Verlag Stadt Bad Kissingen, Bad Kissingen 2023, ISBN 978-3-934912-28-1.

### Herausgeberschaften
- Die Bundesrepublik Deutschland. Band 1: Außenpolitik und Diplomatie. Saur, München 1997, ISBN 3-598-23681-6.
- mit Joachim Scholtyseck, Christoph Studt (Hrsg.): Masse und Macht im 19. und 20. Jahrhundert. Studien zu Schlüsselbegriffen unserer Zeit. Oldenbourg, München 2003, ISBN 3-421-05857-1.
- Das Gipfelgespräch. Ansichten und Einsichten. Deutsche Verlags-Anstalt, Stuttgart 2003, ISBN 3-421-05510-6.
- mit Eckart Conze, Guido Müller (Hrsg.): Geschichte der internationalen Beziehungen. Erneuerung und Erweiterung einer historischen Disziplin. Böhlau Verlag, Köln u. a. 2004, ISBN 3-486-55039-X.
- Das muß ich Ihnen schreiben. Beim Blättern in unvergessenen Briefen. Deutsche Verlags-Anstalt, Stuttgart 2005, ISBN 3-421-05857-1.
- mit Lothar Gall (Hrsg.): Bismarcks Mitarbeiter. Verlag Ferdinand Schöningh, Paderborn 2009, ISBN 978-3-506-76591-8.
- Gesammelte Werke / Otto von Bismarck. Abt. III, Band 5: 1882–1883. Verlag Ferdinand Schöningh, Paderborn u. a. 2010, ISBN 978-3-506-76848-3.
- mit Reiner Marcowitz (Hrsg.): „Macht und Recht“. Das Völkerrecht in den internationalen Beziehungen. Verlag Ferdinand Schöningh, Paderborn u. a. 2010, ISBN 978-3-506-76899-5.
- Gesammelte Werke / Otto von Bismarck, Abt. III, Band 6: 1884–1885. Ferdinand Schöningh, Paderborn u. a. 2011, ISBN 978-3-506-77171-1.
- mit Guido Thiemeyer (Hrsg.): Europäische Einigung im 19. und 20. Jahrhundert – Akteure und Antriebskräfte. Verlag Ferdinand Schöningh, Paderborn u. a. 2013, ISBN 978-3-506-77770-6.
- mit Ulf Morgenstern (Hrsg.): Dem Otto sein Leben von Bismarck. Die besten Anekdoten über den Eisernen Kanzler. C.H. Beck, München 2015, ISBN 978-3-406-67523-2.
- mit Michael Jonas, Oliver von Wrochem (Hrsg.): Dynamiken der Gewalt. Krieg im Spannungsfeld von Politik, Ideologie und Gesellschaft. Verlag Ferdinand Schöningh, Paderborn u. a. 2015, ISBN 978-3-506-77939-7.
- mit Michael Jonas, Bernd Wegner (Hrsg.): Stabilität durch Gleichgewicht? Balance of Power im internationalen System der Neuzeit. Verlag Ferdinand Schöningh, Paderborn u. a. 2015, ISBN 978-3-506-78374-5.
- mit Thomas Hertfelder, Jürgen Lillteicher (Hrsg.): Erinnern an Demokratie in Deutschland. Demokratiegeschichte in Museen und Erinnerungsstätten der Bundesrepublik. Vandenhoeck & Ruprecht, Göttingen 2016, ISBN 978-3-525-30093-0.
- mit Oliver Auge, Ulf Morgenstern (Hrsg.): Der Wiener Frieden 1864 in deutscher, europäischer und globaler Perspektive. Verlag Ferdinand Schöningh, Paderborn u. a. 2016, ISBN 978-3-506-78525-1.
- mit Karina Urbach (Hrsg.): Realpolitik für Europa – Bismarcks Weg. Verlag Ferdinand Schöningh, Paderborn u. a. 2016, ISBN 978-3-506-78526-8.
- mit Maik Ohnezeit (Hrsg.): Li Hongzhang – ein Bismarck des Fernen Ostens? Das Reich der Mitte und Deutschlands Hinwendung nach Ostasien 1860–1914. Otto-von-Bismarck-Stiftung, Friedrichsruh 2016, ISBN 978-3-933418-57-9.
- mit Ulf Morgenstern, Maik Ohnezeit (Hrsg.): Auftakt zum Deutschen Nationalstaat. Der Norddeutsche Bund 1867–1871. Otto-von-Bismarck-Stiftung, Friedrichsruh 2017.
- mit André Ritter, Arnulf von Scheliha (Hrsg.): Europäische Kulturkämpfe und ihre gegenwärtige Bedeutung. Verlag Ferdinand Schöningh, Paderborn u. a. 2017, ISBN 978-3-506-78604-3.
- Das Bismarck-Problem in der Geschichtsschreibung. Biographische Perspektiven seit 1970. Verlag Ferdinand Schöningh, Paderborn u. a. 2017, ISBN 978-3-506-78527-5.
- Otto von Bismarck und das „lange 19. Jahrhundert“. Lebendige Vergangenheit im Spiegel der „Friedrichsruher Beiträge“ 1996–2016. Verlag Ferdinand Schöningh, Paderborn u. a. 2017, ISBN 978-3-506-78697-5.
- mit Winfried Heinemann, Lothar Höbelt (Hrsg.): Der preußisch-österreichische Krieg 1866. Verlag Ferdinand Schöningh, Paderborn u. a. 2018, ISBN 978-3-506-78825-2.
- mit Ulf Morgenstern (Hrsg.): Überzeugungen, Wandlungen und Zuschreibungen. Das Staatsverständnis Otto von Bismarcks (= Staatsverständnisse. Band 130). Nomos, Baden-Baden 2019, ISBN 978-3-8487-4915-7.
- mit Holger Afflerbach (Hrsg.): 1918 – das Ende des Bismarck-Reiches?. Verlag BRILL, Ferdinand Schöningh, Paderborn u. a. 2021, ISBN 978-3-506-76011-1.
- mit Maik Ohnezeit (Hrsg.): 1870/71. Reichsgründung in Versailles. Otto-von-Bismarck-Stiftung, Friedrichsruh 2021, ISBN 978-3-933418-65-4.
- mit Wolfram Pyta (Hrsg.): Entscheidungskulturen in der Bismarck-Ära (= Wissenschaftliche Reihe / Otto-von-Bismarck-Stiftung. Band 32). Brill Schöningh, Paderborn 2024, ISBN 978-3-506-79289-1.